# Relato del peregrino
El Relato del peregrino o Autobiografía de Ignacio de Loyola (Acta Patris Ignatii) es el título que suele darse al relato autobiográfico de san Ignacio de Loyola, aunque no es él mismo el escritor. Abarca el período que va desde la conversión del santo (1521) hasta su llegada a Roma (1538). El texto es fruto de las conversaciones entre San Ignacio y el padre Luis Gonçalves da Camara, que se apresuraba a diario en escribir lo que había oído. El 'relato' es uno de los textos fundacionales de la espiritualidad ignaciana.

## Historia
En 1551, a petición de varios compañeros, el padre Jerónimo Nadal, estrecho colaborador de San Ignacio, le pidió "que tuviera la amabilidad de explicarnos el modo en que el Señor lo había dirigido desde el inicio de su conversión, para que esta relación nos sirva como testamento y enseñanza de nuestro Padre». Al principio muy vacilante, Ignacio lo realiza desde 1553, aceptando que pueda ayudar a otros en su camino de conversión personal a Dios.
Ignacio de Loyola elige como confidente a Luis Gonçalves da Camara. Las «conversaciones espirituales» —ya que Ignacio no quiere dictar y se niega a que Camara tome notas delante de él — se extiende desde agosto de 1553 hasta octubre de 1555. Camara, de regreso a su habitación, anotó lo que había escuchado, primeramente en español, más tarde  —la segunda parte — en italiano, mientras ya se encontraba en Génova, camino a España. El texto no fue revisado por San Ignacio, quien murió el 31 de julio de 1556.
Las Acta Patris Ignatii fueron utilizadas en 1572 por Pedro de Ribadeneira, el primer biógrafo de San Ignacio, pero no fueron publicadas por primera vez (en versión latina) hasta el siglo XVIII por los bolandistas en su Acta Sanctorum correspondiente al mes de julio (tomo VII; 31 de julio). El texto original español-italiano se publicó en 1904 en la Monumenta Historica Societatis Iesu.

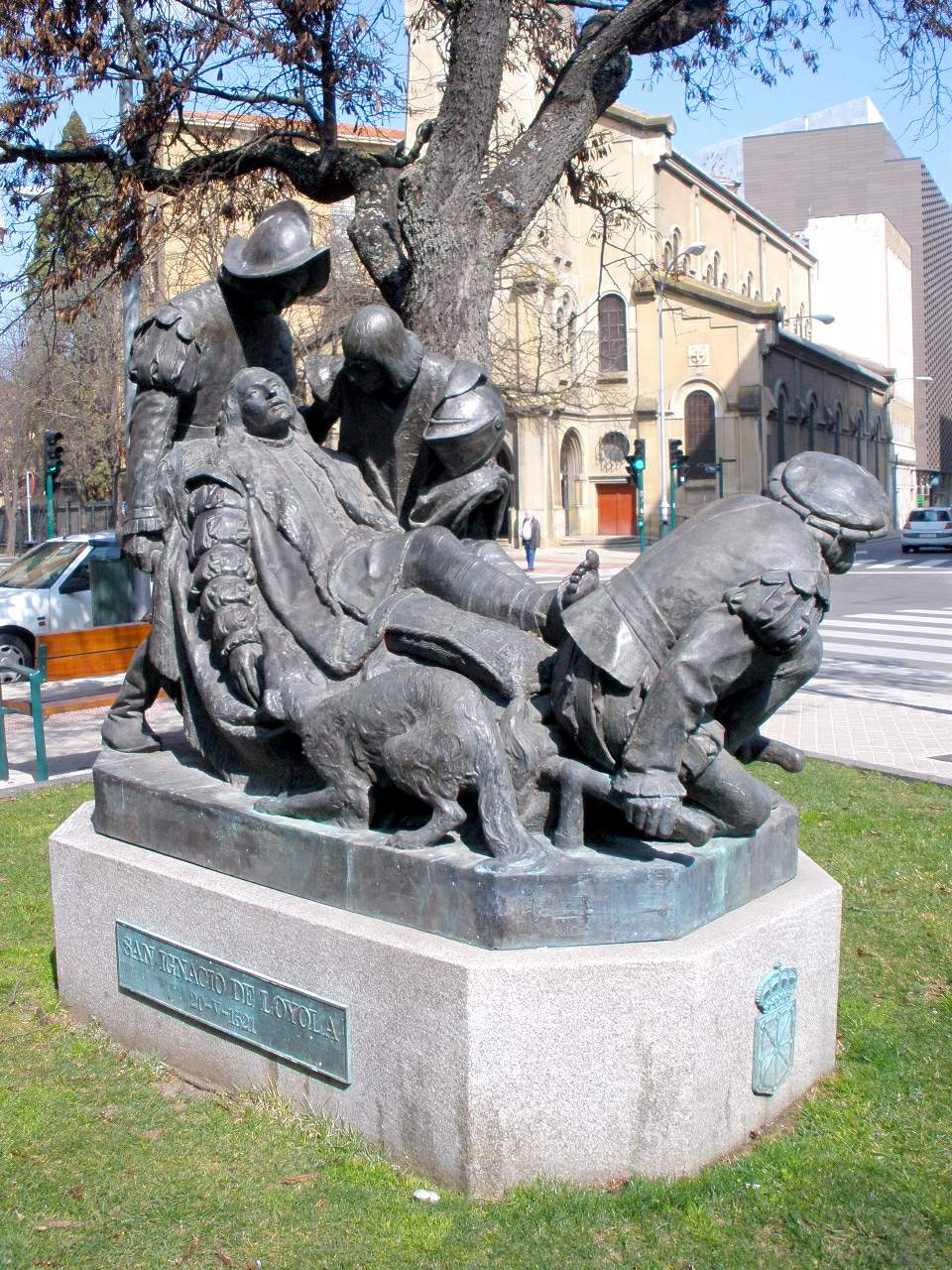
Ignacio, herido en Pamplona, es llevado a casa (monumento en Pamplona)

## Contenido
El relato abarca el periodo comprendido desde su trigésimo año (1521), cuando fue herido en Pamplona, hasta su llegada a Roma en 1538. La larga convalecencia e inmovilización de Ignacio, en su mansión de Loyola, fue la ocasión de su conversión espiritual y cambio radical de vida. Deja Loyola, identificándose entonces con un 'peregrino' en busca de la voluntad de Dios en su vida. Los acontecimientos de su vida, en Manresa, Montserrat, Barcelona, Jerusalén y otros lugares, son ocasión para tomar decisiones que revelan cómo Ignacio desarrolló su método de 'discernimiento' de la voluntad de Dios en su vida.
La historia se puede dividir en dos partes: desde su conversión (en Loyola) a Jerusalén y de Jerusalén a Roma. Un punto de inflexión importante en su vida fue la prohibición que se le impuso de permanecer en Jerusalén al final de su peregrinación. Allí acepta la "voluntad de Dios" que se opone a su fuerte deseo personal. De regreso a España su ideal sigue siendo el mismo: 'ayudar a las almas', pero poco a poco descubre que eso le lleva a estudiar y a pedir el sacerdocio. Su apego a la persona de Cristo, que al principio se propuso vivir sus huellas en Tierra Santa, tomó otra forma. Este tema motiva su discernimiento progresivo y sus decisiones futuras.
El peregrino reúne a algunos compañeros en torno a este ideal. Un grupo toma forma durante sus estudios en la Universidad de París: se convierten en 'amigos en el Señor' a través de su compromiso religioso en Montmartre. Cuando, por segunda vez, Jerusalén les está prohibida —ningún barco zarpa de Venecia a Tierra Santa—, la voluntad de Dios es clara. Luego van a Roma para ofrecer sus servicios al Papa, Vicario de Cristo.

## Historia fundacional
El padre Jerónimo Nadal, uno de los primeros teólogos ignacianos, insiste en el carácter fundacional del 'Relato del peregrino'. Si la Compañía de Jesús está bien fundada por la aprobación oficial de la Iglesia en 1540 y sobre los textos de las Constituciones y Ejercicios espirituales, también tiene su fuente en la experiencia espiritual de su fundador, San Ignacio de Loyola, cuyos compañeros jesuitas son invitados a aprovechar la propia búsqueda y discernimiento de la voluntad de Dios.